# Косинка Григорій Михайлович
Григо́рій Миха́йлович Коси́нка, справжнє прізвище — Стрілець (29 листопада 1899, Щербанівка — 15 грудня 1934, Київ) — український письменник-новеліст, козак Дніпровської повстанської дивізії отамана Зеленого, перекладач доби «Розстріляного відродження». Жертва сталінських репресій.

## Життєпис

### Дитячі роки
Григорій Косинка народився у бідній селянській родині Наталки і Михайла Стрільців у селі, в якому і зараз стоїть його хата та живуть його нащадки — Щербанівка Київського повіту Київської губернії (тепер Обухівський район Київської області). Рід був давній, чумацький, але зубожілий — батько Григорія мав лише 1/8 десятини орної землі і щовесни ходив на заробітки косарем у херсонські степи.
Григорій змалечку пас худобу, а взимку ходив у сусіднє село до земської школи. «Краснянська школа — мій перший університет», — казав він згодом. У пошуках кращого життя 1908 року родина виїхала на Далекий Схід, оселившись на березі Амуру, почали будувати хату, проте вже через півроку повернулися на Батьківщину. Малий Грицько полов буряки восени, а навесні працював у панській економії — погоничем худоби чи то робітником біля машини. Його мати, Наталя Романівна, «шитвом почала заробляти паляниці», а батько підробляв на цукроварні.

Читати його навчив дід по матері, Роман Онищенко. Також він ознайомив хлопця з «Кобзарем» Т. Шевченка та подарував йому три тоненькі зошити, у які Грицько записував почуті від матері та односельців пісні. Книжки він читав різні, а привозив їх його неписемний батько, який часто їздив у Київ на заробітки. Особливо заохочував малого Григорія до навчання брат матері, згодом — відомий прозаїк Калістрат Анищенко. Першою українською книжкою стала «Конотопська відьма» Григорія Квітки-Основ'яненка. За словами Косинки: 
|  | Квітчина повість мене дуже вразила й здивувала: є, виходить, люди, що пишуть по-простому, по-мужицкому, а про те, що це книжка українського письменника, я й не подумав, де там, я довго ще після «Конотопської відьми» не знав — «хто ми і чиї ми діти...» |

Після закінчення в 1913 році, в чотирнадцять років, початкової школи в селі Красному Куті, звідки родом була мама, батько зміг прилаштувати сина писарчуком у волості (помічник трипільського волосного писаря), а згодом Григорій уже став канцеляристом у суді. 1914 року Григорій їде до Києва на заробітки, де влаштовується чистити черевики. У шістнадцять років йому вдалося влаштуватися кур'єром-реєстратором до земської управи, це дало можливість відвідувати, а пізніше скінчити вечірні гімназійні курси та скласти іспити. Уже в час і навчання на тих гімназійних курсах, Григорію довелося їх здавати екстерном, адже Україну захлинали хвилі громадянської війни й розпаду Російської імперії.

### Період визвольної боротьби

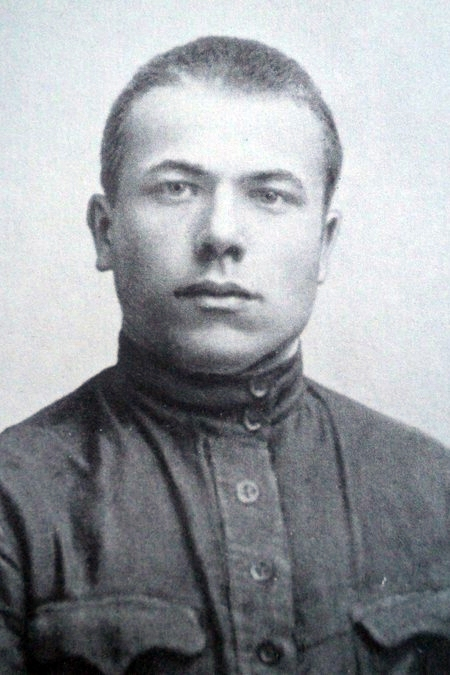
Григорій Косинка у молоді роки

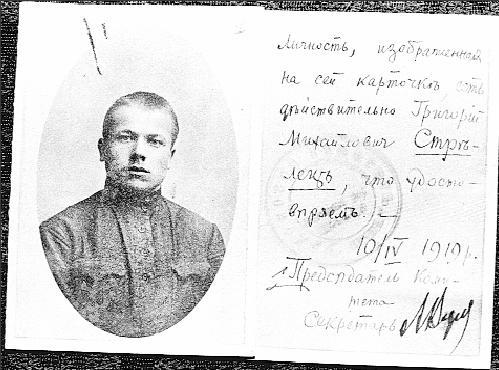
Посвідчення часів Визвольних змагань

Про життя Григорія Косинки протягом Визвольних змагань майже ніяких даних нема. Хоменко О. А., упорядник видання «Вибрані твори» Г. Косинки та передмови до нього, пише: «У замітці „Автор о себе“, що була опублікована 1930 року в збірці перекладених російською мовою його новел, читаємо: „Принимал активное участие в боях в период Гражданской войны на Украине“. Якось воно незрозуміло. Якщо це „активное участие“ було на боці червоних, то чому про це відверто і не написати?». З фрагментів листів К. Анищенка до Г. Косинки, наведених у статті Ю. Домотенка «Родовід Григорія Косинки. Правда селянської бідноти», стає відомо, що Григорій перебував у повстанських загонах отамана Зеленого, принаймні про це він натякав своїй дружині Тамарі Мороз-Стрілець.
Наразі достеменно відомо, що під час навчання на вечірніх гімназіальних курсах в Києві у 1916—1918 роках під впливом революційних ідей, він вдався до модернових ідей тогочасся у своїй творчості початківця. Спершу це були відверто початківські вірші, згодом нариси та статті з відчутним впливом ідей лівих соціал-революціонерів (боротьбистів) з'явилися в газеті «Боротьба». 4 травня 1919 року це видання вмістило перший художній твір молодого автора — новелу «На буряки».
1926 року вийшла літературна хрестоматія «За 25 літ» (редактори та упорядники А. Лебідь та М. Рильський), де про цей період у житті Косинки написано так: «Служив у армії рядовим козаком, брав участь у боях… та ще по дурному сидів місяців зо три в тюрмі…». Про те, що ця «тюрма» була Лук'янівська, згадується у статті Віктора Гриневича «Григорій Косинка служив в отамана Зеленого». О. Хоменко припускає, що саме «боротьбисти» могли його звідти визволити, як це було пізніше із О. Довженком та Остапом Вишнею. Саме у їхній газеті він розпочав публікуватися з 1919 року.
1920 року Косинка опиняється у м. Кам'янець-Подільському, що тоді було столицею УНР. Можливо, що він думав про евакуацію, але згодом повертається до Києва і стає студентом КІНО.

### Навчання та перші творчі кроки

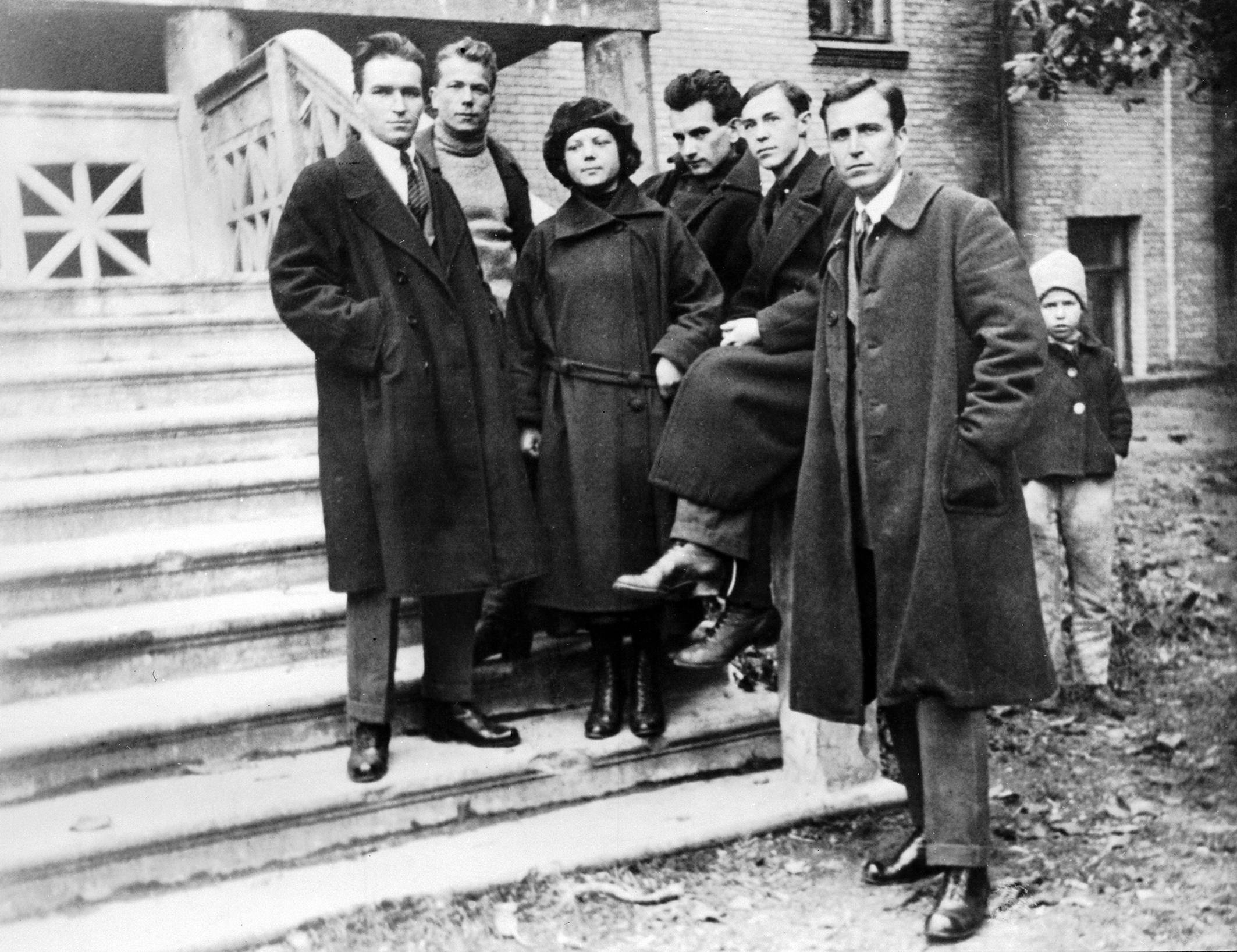
Члени літературного об'єднання «Ланка». Зліва направо: Борис Антоненко-Давидович, Григорій Косинка, Марія Галич, Євген Плужник, Валер'ян Підмогильний, Тодось Осьмачка. 1925 рік

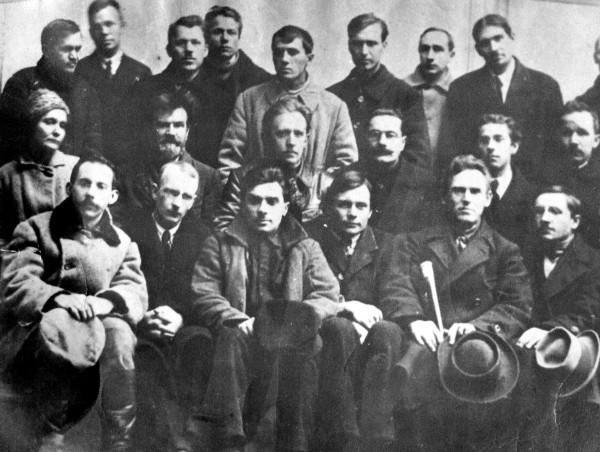
Зустріч харківських і київських митців. Київ, 1923. Зліва направо, перший ряд: Максим Рильський, Юрій Меженко, Микола Хвильовий, Майк Йогансен, Григорій Михайлов, Михайло Вериківський; другий ряд: Наталя Романович, Михайло Могилянський, Василь Еллан-Блакитний, Сергій Пилипенко, Павло Тичина, Павло Филипович; у третьому ряду стоять: Дмитро Загул, Микола Зеров, Михайло Драй-Хмара, Григорій Косинка, Володимир Сосюра, Тодось Осьмачка, Володимир Коряк, Михайло Івченко

Протягом 1920–1922 років навчався в Київському інституті народної освіти, на історико-філологічному факультеті (нинішній Київський університет), який так і не закінчив через матеріальну скруту. Адже саме в той час помирає його батько, і турбота про багатодітну сім'ю (підростали ще дві сестри й три молодші брати) лягла на плечі найстаршого — Григорія. Мати Косинки, пізніше згадувала: вони й освіту здобували в Києві, й жили до повноліття в сім'ї Григорія, а в нього ж на перших порах не було навіть стабільної стипендії, бо сплачували її студентам нерегулярно, тому через нестатки залишає навчання і йде працювати.
Навчаючись, Косинка, паралельно починає співпрацювати в газеті «Вісті Київського губревкому», в журналі «Нова громада» та в інших виданнях, працює відповідальним секретарем сценарного відділу Українфільму, в сценарному відділі Київської кінофабрики, диктором Республіканського радіомовлення.
У той же час Косинка стає однією з найяскравіших постатей серед київських письменників, часто виступає на літературних вечорах, зібраннях Всеукраїнської академії наук (ВУАН) із читанням власних творів. Спершу, в 1920 році, стає членом літературно-мистецької групи «Гроно», до якої входили М. Терещенко, Д. Загул, Ґ. Шкурупій, П. Филипович, художники А. Петрицький, М. Бурачек, Г. Нарбут та ін. Гронівці виступали за оновлення мистецтва через долучення всіх найліпших здобутків та серед мистецьких течій вирізняли імпресіонізм та футуризм. У літературно-мистецькому збірнику «Гроно» (1920) опубліковано три новели Косинки: «Мент», «За земельку», «Під брамою собору».
У Києві з 14 до 30 жовтня 1921 року проходив Перший Всеукраїнський Церковний Собор, який проголосив автокефалію Української автокефальної православної церкви. На цьому Соборі був присутнім Григорій, який підтримував автокефальний рух.
Уже після розпаду групи «Гроно» 1922 року з'явилася перша збірка Григорія Косинки «На золотих богів», яка відразу ж принесла визнання, хоча оцінка критики була неоднозначною. У цей час він друкувався у журналах «Нова Громада», «Червоний шлях», «Життя й революція»; змушений був підробляти — працював редактором у різних виданнях (у різні роки працював у газеті «Вісті Київського губернського революційного комітету», в журналах «Нова громада», «Всесвіт», у видавництві «Маса»), відповідальним секретарем Всеукраїнського фотокіноуправління (ВУФКУ), сценаристом на Київській кінофабриці (зараз — Національна кіностудія художніх фільмів імені О. Довженка), у Державному видавництві України, на радіо.

### Родина
Дружина — Тамара Мороз-Стрілець (1905–1994) — українська письменниця, літературознавець. Член Національної спілки письменників України з 1991 року.

### Активна творча діяльність

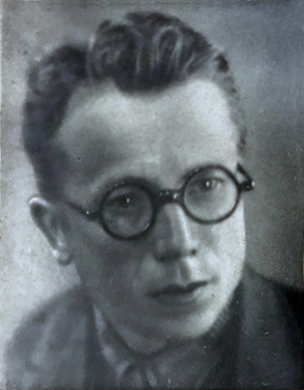
Григорій Косинка

Середина 20-х років — час активної творчої праці й великої популярності у читачів. Олександр Ковінька згадував про це так: «У двадцяті роки оповідання Григорія Косинки — їй-бо, не перебільшую — з рук виривали».
Косинка був директором Харківського і Київського радіокомітетів, належав до літературного об'єднання АСПИС (1923–1924). Листувався з В. Винниченком, Василем Стефаником. Останній називав його «своїм сином з Дівич-Гори» (назва гори над Дніпром поблизу Києва). У 1923 році в журналі «Нова Україна» (Берлін-Прага) поряд із творами Т. Осьмачки, В. Підмогильного з'являється оповідання «Анархісти» та цикл нарисів «Повстанці» Г. Косинки, у якому відтворюється складна пореволюційна ситуація на селі — протест проти насильницької більшовицької політики. Цій публікації сприяв В. Винниченко, який на той час перебував за кордоном. Ця подія в тогочасних мистецьких колах набула гучного розголосу. Авторів звинувачували в небезпечних зв'язках із ворожою до радянської влади еміграцією.
У 1924 році познайомився, і того ж року восени одружився із Тамарою Мороз, студенткою Київського інституту кінематографії, яка залишалася вірною йому до глибокої старості, зберегла в складні роки пам'ять про нього, дбайливо впорядковувала посмертні видання його творів. Мешкало подружжя на Володимирській вулиці в одному з будинків на території Софіївського собору, адже батько його дружини, Михайло Мороз, був головою Всеукраїнської православної церковної ради УАПЦ. Їхнє помешкання часто ставало місцем зборів найталановитіших київських літераторів, які об'єдналися під назвою «Ланка» (з 1926 року — «Майстерня революційного слова»): Валер'ян Підмогильний, Михайло Івченко, Борис Антоненко-Давидович, Євген Плужник, Марія Галич, Тодось Осьмачка та інші. Особливо Косинка товаришував із останнім, таким самим сином бідного селянина. Жартома їх називали Косьмачкою.
У цей час були опубліковані нові збірки письменника: «В житах» (1926), «Політика» (1927), «Вибрані оповідання»(1928, 1929). Восени 1929 року, у публічному виступі вождь українських більшовиків Станіслав Косіор назвав Косинку буржуазним націоналістом, і вже на початку 30-х років ситуація різко змінилася — цензура заборонила розповсюджувати надруковану вже збірку «Серце». Офіційна радянська критика звинувачувала Косинку у сповідуванні «куркульської ідеології» та «націоналізмі». Після ліквідації літературних організацій у 1932 році був позагруповим. Косинка починає займатися перекладацькою діяльністю (переклав українською «Мертві душі» М. Гоголя), писати сценарії для фільмів, які так і не вийшли на екран. У червні 1934 року, в Харкові, відбулася конференція письменників, на якій обговорювали успіхи колективізації. Після стандартних промов виступив Косинка, сказавши буквально таке: «Ми стаємо не інженерами, а міліціонерами людських душ». В. Домонтович згадує:
|  | Замість обмежитися трафаретними словами вимушених заяв, як це робили інші, він вибухнув зливою скарг, нарікань, протестів. З різкою й запальною люттю він почав говорити на тему: «Братья писатели, в вашей судьбе что-то лежит роковое». Він говорив про те, що в умовах «соціального замовлення», коли людину взяли за горлянку, вона не може творити. Це була не промова. Це була гістерія. Крик одчаю в самотній порожнечі пітьми. Комуністи зустріли промову Косинки свистом і вигуками обурення, в сутінках галереї письменника привітали бурхливими оплесками. |

### Арешт та загибель
4 листопада 1934 року викрадений органами НКВС СРСР. Ось як про це згадує його дружина:
|  | Дипломну роботу я закінчила. Написала слово до захисту і суботнього вечора на 5 листопада попросила Григорія, щоб прочитав його. може щось виправить. Він же мені у відповідь: — А, Тамаря! Не треба братися на ніч за таку серйозну роботу. Завтра неділя, у нас буде час уважно перечитати і зробити так, щоб усе було хороше. Поспішати не треба. Все в наших руках. Ти згодна? Я погодилася. Завтра, то й завтра. Не прочитав Григорій мого слова... Ця субота була останнім днем, коли ми були разом і коли я бачила його... Останні слова закарбувалися у серці й звучать мені всі роки мого самотнього життя... |

Косинку засудили за звинуваченням у приналежності до організації, яка готувала терористичні акти проти зверхників російських комуністів. Він проходив по судовій справі разом з письменниками Антіном та Іваном Крушельницькими, Костем Буревієм, Олексою Влизьком, Дмитром Фальківським. Керуючись відповідною постановою ЦВК Союзу РСР, виїзна сесія Військової колегії присудила Григорія Косинку-Стрільця «розстріляти».
Косинку розстріляли 15 грудня 1934 року. За свідченнями дружини письменника Тамари Мороз-Стрілець, страта відбулася у Жовтневому палаці в Києві. Перед смертю він встиг передати дружині листа:
|  | Пробач, що так багато горя приніс тобі за короткий вік. Прости, дорога дружино, а простивши — прощай. Не тужи, кажу: сльозами горя не залити. Побажаю тобі здоров'я. Побачення не проси, не треба! Передачу, коли буде можливість, передай, але не часто. Оце, здається, все. Я дужий, здоровий . |

Письменника реабілітовано 19 жовтня 1957 року посмертно. У копії довідки за формою № 30, що зберігається в архівних фондах ЦНБ ім. Вернадського АН України, зазначається російською мовою:
|  | Дело по обвинению Косынки-Стрелец Г.М., арестованного 5 ноября 1934 года, пересмотрено военной коллегией Верховного суда СССР 19 октября 1957 года. Приговор военной коллегии от 13–15 декабря 1934 года в отношении Косынки-Стрелец Г. М. по вновь открывшимся обстоятельствам отменен и дело за отсутствием состава преступления прекращено. Косынка-Стрелец реабилитирован посмертно. |

## Творчість

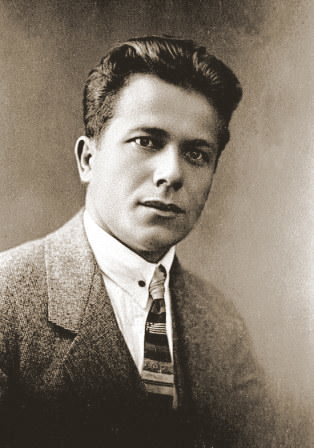
Григорій Косинка

### Основні віхи та ідейне підґрунтя
Григорій Косинка почав писати з віршів. У газеті «Боротьба» він дебютував 11 лютого 1919 року з невеличкою заміткою «З робітничого життя», вперше використавши псевдонім «Косинка». Невдовзі більш-менш стабільний заробіток дали йому короткі нариси, памфлети, статті, які друкувались у київській газеті «Боротьба», «Більшовик». Протягом того року там з'явилася ціла низка його публікацій, переважно публіцистичного характеру («Уривок з щоденника», «Малюнки життя», «Лист з села», «Попівська грязь», «Маленький фейлетон», «Неньковці»). У них порушує актуальні проблеми «молодої Країни Рад», проповідує соціалістичні ідеї. Найімовірніше, це було наслідком щирих власних переконань автора. Саме у газеті «Боротьба» з'явився 4 травня 1919 року перший його художній твір — невеликий автобіографічний етюд «На буряки», підписаний «Косинка». Цей псевдонім Григорій Стрілець взяв за назвою скромних польових квітів — червоних косинців (наукова назва: Плакун верболистий). Сам Косинка казав про це так:
|  | Квітка ця мало відома, а вона така ніжна й красива, скромна і разом з тим велична. Квіти приносять радість і збуджують у душі людській тільки хороше . |

### Переклад
На початку 30-х, коли вже насувалася хвиля репресій, митець перекладав Антона Чехова, Максима Горького, Михайла Шолохова. Його переклад «Мертвих душ» М. Гоголя є одним із найцікавіших. Книжка вийшла 1934 року, коли письменника було заарештовано і розстріляно, через це на ній прізвища перекладача не подано. На обкладинці було зазначено: «За редакцією В. Підмогильного». До 1968 цей переклад виходив без підпису, а вже після реабілітації Григорія Косинки було документально доведено його авторство перекладу. Письменник Юхим Мартич згадував: «І Косинка, і Рильський захоплювалися Гоголем. Коли Григорій Михайлович занурився в переклад гоголівських „Мертвих душ“, він не раз радився з Рильським з приводу того чи іншого слова». Про уважне ставлення до гоголівської мови та до перекладу згадували й О. Контребинська, й М. Файбишенко.

### Реабілітація творчості Косинки
Реабілітація художніх і публіцистичних творів письменника відбувалася за кілька етапів. У часи хрущовської «відлиги» були видані чотирнадцять новел, які нібито не суперечили своїм змістом радянській кон'юнктурі і мали, як писав у передмові до збірника М. Рильський, «велике пізнавальне значення… безперечну ідейно-естетичну цінність». Пізніше, в 70-х роках, до них у різних виданнях долучалися «Троєкутний бій» (1921), «Анкета» (1924) i «Темна ніч», а вся художня і публіцистична спадщина письменника (без «Фавста» (1923) i «Зустрічі») опублікована лише 1988 року під назвою «Гармонія». Вагоме місце там займали твори (вісім новел), які радянська критика вважала найбільш «ворожими» — бандитськими, не просвітленими ідейно і т. ін. Насправді в них ішлося про драму тих заблуканих «лицарів темної ночі», які не могли «вхопити тропи», творили ґрунт для отаманщини, міжгрупових чвар тощо. Такими явищами, як відомо, завжди (а в Україні — особливо) супроводжувались значні суспільні злами та потрясіння, i письменник цілком закономірно відтворив їх з великою художньою силою і з великим людським болем.
Разом з іншими новелами та публіцистичними зарисовками ці «ворожі» твори письменника дають якщо не епопею революції та братовбивчої війни українців (про що писав у згадуваній передмові Максим Рильський), то справді широку картину народного лиха, яке принесене на українську землю більшовицькими злочинами і спробою вірних марксистів-ленінців загнати людей в утопічну, карцерного типу комуну. Водночас новелістика Г. Косинки — зразок художніх шукань і знахідок, якими українська проза першої третини XX століття просувалася (рухалася) від «старого» реалізму до модерних форм естетичного мислення. Найбільших успіхів тут досягли Василь Стефаник і Ольга Кобилянська, В. Винниченко, В. Підмогильний, Григорій Косинка.
Твори перекладено білоруською, німецькою, італійською, польською, болгарською, угорською, російською та іншими мовами.

### Творчий почерк та літературний вплив
Проза Косинки відзначається правдивістю і гостротою відтворюваних життєвих конфліктів. Літературознавці зауважували, що, попри накинуті радянською ідеологією стереотипи, які домінували у літературі — надавати перевагу суспільним класовим інтересам перед особистим, — письменник на перший план поставив людину, її проблеми, турботи, мораль, внутрішній світ задля утвердження на рідній землі засад вселюдського гуманізму. Через такі творчі пориви, вважають Косинку продовжувачем традицій імпресіоністичної новели в українській літературі (М. Коцюбинський, С. Васильченко, В. Стефаник). У творах Косинки змальовуються трагічні події української революції 1917–1921. Ось як літературознавець Григорій Костюк згадує один із вечорів 1925 року, на якому Григорій Косинка читав своє оповідання «Політика»:
|  | На сцену вийшов молодий, середній на зріст чоловік років 26–27, трохи присадкуватий, з русявим чубом і відкритим простим обличчям. Став з боку кафедри, обпершися на неї однією рукою, спокійно дивився на переповнену залю. Публіка поволі затихла. Він не мав у руці ні книжки, ні рукопису, ні будь-якої записки. Коли публіка втихла, він заговорив. Заговорив так, як говорять у себе в хаті селяни, в родинних чи святкових різдвяних обставинах. То не було звичне читання з книжки, рукопису. То була жива розповідь напам’ять. Я таке побачив уперше. Я нікого з письменників більше й пізніше не знав, щоб свою прозову річ міг читати напам’ять. Та ще й як читати! З таким природним перевтіленням у характери, в психологічні нюанси героїв. Ні, то була містерія художнього читання! Публіка сиділа, як загіпнотизована. |

Письменник Борис Антоненко-Давидович, слухаючи, як Косинка читає своє оповідання «Політика», зауважив: «Я вже 50 разів це чув, напам'ять знаю, а слухаю — ніби вперше. Голос Косинчин — це неоієрихонська сурма! Далебі, коли б Косинка написав якусь дурницю, але не давав до друку, а читав сам — усе одно це була б прекрасна річ!». Інший приятель новеліста, Тодось Осьмачка, вважав, що в ньому сидить демон, який і надає сили Косинчиним творам, коли той їх сам читає. «Магія його читання була, можливо, вища магії його писання», — казала Докія Гуменна.
З роману Івана Багряного «Сад Гетсиманський» про Григорія Косинку:
|  | От він (слідчий), наприклад, називає ім'я Стрільця й витріщається здивовано: — О! Стрілець! — А тоді ірже й задоволено та захоплено б'є кулаком по столу: — Та ж він учора признався! У всьому признався!! Ось тут!.. І ти ще це підтвердиш... Тут от говорить про закопану зброю! Так ти це підтвердиш... Ну?! Безподібний Гордий(слідчий)! Він не знає, що стрілець — це ж Григорій Косинка і що той Косинка розстріляний ще п'ять років тому, але яке йому до того діло. Він і Косинки не знає і не хоче знати. |

Особливим почерком Косинки стали його асоціативні тексти, яскраво виражені в побудові фрази. Речення його недомовлені, часом містять лише натяки, асоціацію, обриваються трикрапкою. Текст від автора здебільшого відсутній взагалі, фрази насичені емоціями персонажів. Насичена подіями, новела стимулює уяву читача, змушує домислювати образи і дії, які, трансформуючись у читацькій свідомості, набувають об′ємності і руху. Але заплутане, сновидне письмо, у Косинки не самоціль, а шукання інструменту задля якомога правдивішої передачі того, про що він хоче повідати читачеві, адже в ті часи доводилося якимсь чином обходити сторожових цензури.
Літературознавці систематизували особливий творчий почерк Григорія Косинки, вважають стиль його прози, як органічне поєднання елементів імпресіонізму, експресіонізму, революційного романтизму:
- розмитість хронотопу (невизначеність часопростору);
- уривчастість оповіді, кінематографічність (швидка зміна подій, ракурсів);
- ретроспективність (перескакування оповіді з тут — і — зараз у далеке чи нещодавнє минуле);
- максимально наближений до живого діалог;
- посилена увага до зорового, слухового образу;
- схематизація портрету і пейзажу, свідоме опускання увиразнюючих, конкретних деталей (відхід від натуралістичної фотографічності);
- індивідуальні риси творчості Григорія Косинки — автобіографізм

Стиль прози Григорія Косинки можна визначити як органічне поєднання «елементів імпресіонізму, експресіонізму, революційного романтизму» (О. Хоменко).

### Творчий набуток
За життя Косинки було опубліковано близько двадцяти збірок новел і оповідань. Серед них, окрім першої «На золотих богів» (1922), найприкметніші «В житах», «Політика», «Вибрані оповідання», «Серце». На жаль, деякі новели втрачено назавжди, в тому числі й останню «Перевесло», що була закінчена саме напередодні арешту.
- Збірка «Ґроно» (Київ, 1920) — у спілці з письменниками-побратимами. Літературно-Мистецький збірник, складений Літературно-Мистецькою групою «Гроно» у Київі[33][34]:
  - «Під брамою собору»;
  - «Мент»;
  - «За земельку»,
- Збірка «На золотих Богів» (Київ, 1922) — перша самостійна добірка новел Григорія Косинки:
  - На буряки (Згадка з дитячих літ) (1919)
  - Поліцай (1920)
  - За земельку (1920)
  - Перед світом (1920)
  - В хаті Штурми (1920)
  - Сходка
  - На золотих богів (1920) [35]
  - Троєкутний бій (1921)
- «Заквітчаний сон» (Київ, 1923) — оповідання видане окремою книжкою[36]
  - «Заквітчаний сон» (1923)
- Збірка «Новели дезертира» (Київ, 1924) — добірка новел, підготовлена до друку та була заборонена й не видана.
  - Сорочка (1923)
  - Фавст (1923)[37]
  - Голова Ході (1923) [38]
  - Постріл (1924)
  - Анкета (1924)[39]
- Збірка «В житах» (Київ, 1926) — добірка новел та оповідань ще з минулих зібрань та нові:
  - Сорочка (1923)
  - Фавст (1923)[37]
  - Голова Ході (1923) [38]
  - Постріл (1924)
  - Анкета (1924) [39]
  - В житах (1925) [40]
  - Мати (1925) [41]
  - За ворітьми (1925)[42]
  - Політика (1926)[43]
  - Циркуль (1926)
- Збірку «Серце» (Київ, 1933) — було підготовлено до друку та через цензуру — заборонено.
  - Серце Серце (1931) [44]
  - Гармонія (1933)
  - Змовини (1933)

## Вшанування

Бюст Григорія Косинки на будинку по вул. Володимирській

18 грудня газети повідомили про страту Косинки. Наприкінці грудня 1934 року на квартирі М. Рильського зібралися письменники, аби вшанувати пам'ять убитого. Після цього, аж до часів «хрущовської відлиги», про Косинку не згадували. 1956 Андрій Малишко присвятив йому вірша:
| Григорію Косинці Ми тебе шукаєм по росинці В Щербанівці, серед тополин, І виходить мати у косинці Виглядає, чи не прийде син. Не приймав ти підлості нітрохи, Прогримів, немов весняний грім, І стоїть замучена епоха Над безсмертним іменем твоїм. |
У 1979 в с. Щербанівка встановлено пам'ятник Косинці (скульптор Г. Кальченко, архітектор А. Ігнащенко). Михайло Горловий є автором пам'ятника Григорію Косинці у селі Красному.
Довгий час більш-менш точне місце поховання письменника було невідоме. Тамара Мороз-Стрілець вказувала на Лук'янівське кладовище, на межі дільниці N7. У 1994 році там встановили хрест.
У 2001 році Київською обласною державною адміністрацією було засновано Київську обласну літературну премію імені Григорія Косинки для відзначення найкращих здобутків поетів, прозаїків, драматургів і літературних критиків, які постійно проживають в Київській області.
В Умані та Києві існують вулиці Григорія Косинки.